# NOc Antares (H-40)

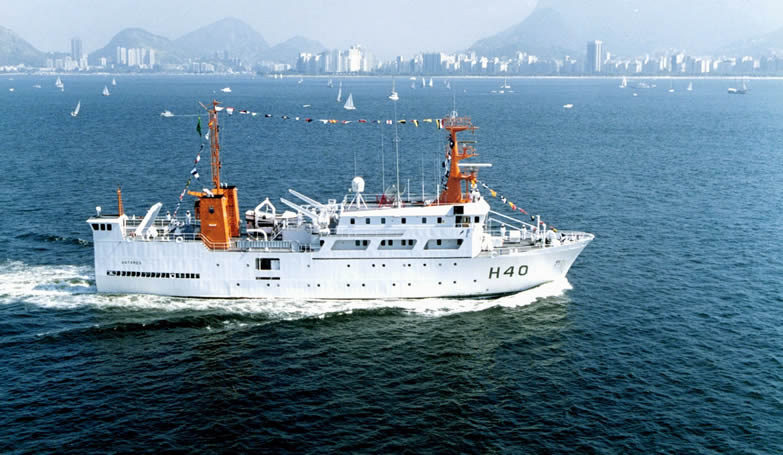
NOc Antares (H-40)

O NOc Antares (H-40) é um navio oceanográfico de 2ª Classe da Marinha do Brasil.

## História
Construído como navio-sísmico nos estaleiros A/S Mejellem & Karlsen, em Bergen, na Noruega, a embarcação foi lançada ao mar em 27 de novembro de 1983, batizada com o nome M/V Lady Harrison.
Adquirido pela Marinha do Brasil em 10 de fevereiro de 1988, foi incorporado à Armada com o nome Navio Oceanográfico Antares, a 6 de junho do mesmo ano. É o primeiro navio da Armada a ostentar esse nome, homenagem à estrela mais brilhante da constelação de Escorpião.
Afeto à Diretoria de Hidrografia e Navegação e subordinado ao Grupamento de Navios Hidroceanográficos, a sua missão é a de efetuar levantamentos oceanográficos, hidrográficos, meteorológicos e ambientais, a fim de contribuir para o apoio às operações navais e à segurança da navegação na área marítima de interesse para o Brasil, além de projetos nacionais de pesquisa e resultantes de compromissos internacionais firmados pelo país. Teve atuação destacada na coleta de dados físico-químicos em apoio ao Levantamento do Potencial Sustentável de Recursos Vivos da Zona Econômica Exclusiva (Projeto REVIZEE). Também participou de trabalhos em apoio ao Levantamento da Plataforma Continental Brasileira (LEPLAC).

## Características
- Deslocamento (toneladas): 1.248-plena carga
- Dimensões (metros): 55 x 10,3 x 5,0
- Velocidade (nós): 10
- Raio de Ação (milhas): 10.000 a 10 nós
- Tripulação:58 homens
- Cientistas: 12
- Construtor: A/S Mejellem & Karlsen, Noruega